# Plattegel
Die Plattegel (Glossiphoniidae), auch Knorpelegel, sind eine Familie von Egeln in der Ordnung der Rüsselegel, die als Süßwasserbewohner teilweise von der Jagd auf Kleintiere leben, teilweise aber auch als Blut saugende Ektoparasiten an Wirbeltieren. Es sind die einzigen Egel, die umfangreiche Brutpflege betreiben.

## Merkmale
Die Plattegel haben im Ruhezustand einen flachen, breiten Körper, der nicht deutlich in eine vordere und hintere Region geteilt ist. Der Kopf ist schmal und mit dem vorderen Saugnapf nicht oder nur wenig erkennbar vom Körper abgesetzt. Im mittleren Abschnitt des Körpers weist jedes der äußerlich nicht erkennbaren Segmente 3 äußere Ringel auf. Die Vertreter der Gattung Theromyzon (Entenegel) haben vier Augenpaare, der Zweiäugige Plattegel dagegen nur ein Augenpaar, während andere Plattegel je nach Art zwei oder drei Paare besitzen können. Außer bei Placobdella hollensis – und anders als bei den Fischegeln – befinden sich die Augen bei den Plattegeln nur am Kopf. Ebenso gibt es keine pulsierenden Bläschen oder Kiemen.

## Verbreitung und Lebensraum
Die Plattegel sind ausschließlich Süßwasserbewohner. Sie sind weltweit verbreitet.

## Ernährung
In der Familie Glossiphoniidae gibt es neben Prädatoren wie dem Kleinen Schneckenegel (Alboglossiphonia heteroclita), dem Großen Schneckenegel (Glossiphonia complanata) und dem Zweiäugigen Plattegel (Helobdella stagnalis) auch zahlreiche ektoparasitische Arten, darunter der an Fischen und Fröschen saugende Vieräugige Plattegel (Hemiclepsis marginata), der Schildkrötenegel (Placobdella costata) und der Entenegel (Theromyzon tessulatum).

## Lebenszyklus und Brutpflegeverhalten
Wie alle anderen Egel sind auch die Plattegel Zwitter, die bei der Paarung gegenseitig ihr Sperma austauschen oder auch die Rolle eines Männchens und eines Weibchens übernehmen. Während sich etwa Entenegel (Theromyzon tessulatum), aber auch Zweiäugige Plattegel (Helobdella stagnalis) gegenseitig umschlingen und einen längeren Paarungsakt durchführen, bei dem schließlich das Sperma ausgetauscht wird, ist beim Großen Schneckenegel (Glossiphonia complanata) beobachtet worden, wie ein Egel dem anderen – bisweilen gegen dessen Willen – in einem schnellen Akt sein Sperma verpasst. Den Tieren fehlt ein Penis; die Begattung erfolgt mithilfe spindelförmiger Pseudospermatophoren, die von Drüsen am männlichen Geschlechtsausgang gebildet und bei der Kopulation durch die Haut des Sexpartners gerammt werden. Im Partner verlassen die Spermien die Pseudospermatophore und schwimmen zu den Eizellen, um sie zu befruchten. Die entleerten Pseudospermatophoren fallen ab, und die Wunden in der Haut des Egels brauchen einige Tage, um zu verheilen. Lediglich beim Entenegel beziehungsweise in der Gattung Theromyzon werden die Pseudospermatophoren nicht durch die Haut gestoßen, sondern in die weibliche Geschlechtsöffnung überführt.
Anders als andere Egel betreiben sämtliche Plattegel Brutpflege. Die begatteten Tiere legen nach der Befruchtung ihrer Eier diese in einem Zeitraum mehrerer Tage in einen Kokon, der wie bei anderen Gürtelwürmern vom Clitellum abgeschieden wird. Während die meisten Egel diesen nach abgeschlossener Eiablage über das Vorderende abstreifen, bildet ihn der Zweiäugige Plattegel (Helobdella stagnalis) im Bereich der weiblichen Geschlechtsöffnung und behält ihn an sich, um ihn mit sich zu tragen. Ähnlich tut dies auch der Kleine Schneckenegel (Glossiphonia heteroclita), während der Große Schneckenegel (Glossiphonia complanata) seinen unbeweglichen Kokon bewacht. Je nach Art schlüpfen nach einigen Tagen aus dem Kokon kleine Egel, die sich mit ihrem hinteren Saugnapf am Muttertier festsaugen und von diesem herumgetragen werden. Die Jungtiere saugen an den von der Mutter erbeuteten Kleintieren mit und wachsen so schnell heran. Beim Zweiäugigen Plattegel wurde auch beobachtet, dass er seinen Jungen erbeutete Tubifex überreicht. Nachdem die Jungtiere ihre Mutter verlassen haben, gehen sie mitunter anfangs noch gemeinsam auf Beutejagd. Beim Entenegel sucht dagegen die Mutter mit ihren anhaftenden Jungtieren einen Wirt auf oder lässt sich von einem solchen fressen, so dass sich die Kleinen im Rachen des Vogels an dessen Schleimhaut heften und ihre erste Blutmahlzeit haben.

## Systematik
Die Familien Glossiphoniidae und Piscicolidae sind Schwestergruppen und bilden zusammen die Ordnung der Rüsselegel (Rhynchobdellida).
Zu den Glossiphoniidae gehören folgende Gattungen:
- Desserobdella
- Glossiphonia
- Hemiclepsis
- Placobdella
- Torix
- Actinobdella
- Alboglossiphonia
- Gloiobdella
- Haementeria
- Helobdella
- Marvinmeyeria
- Oligobdella
- Theromyzon
- Batracobdella
- Boreobdella